# Pietro Magni (scultore)
Pietro Magni (Milano, 21 ottobre 1816 – Milano, 10 gennaio 1877) è stato uno scultore e docente italiano.

## Biografia

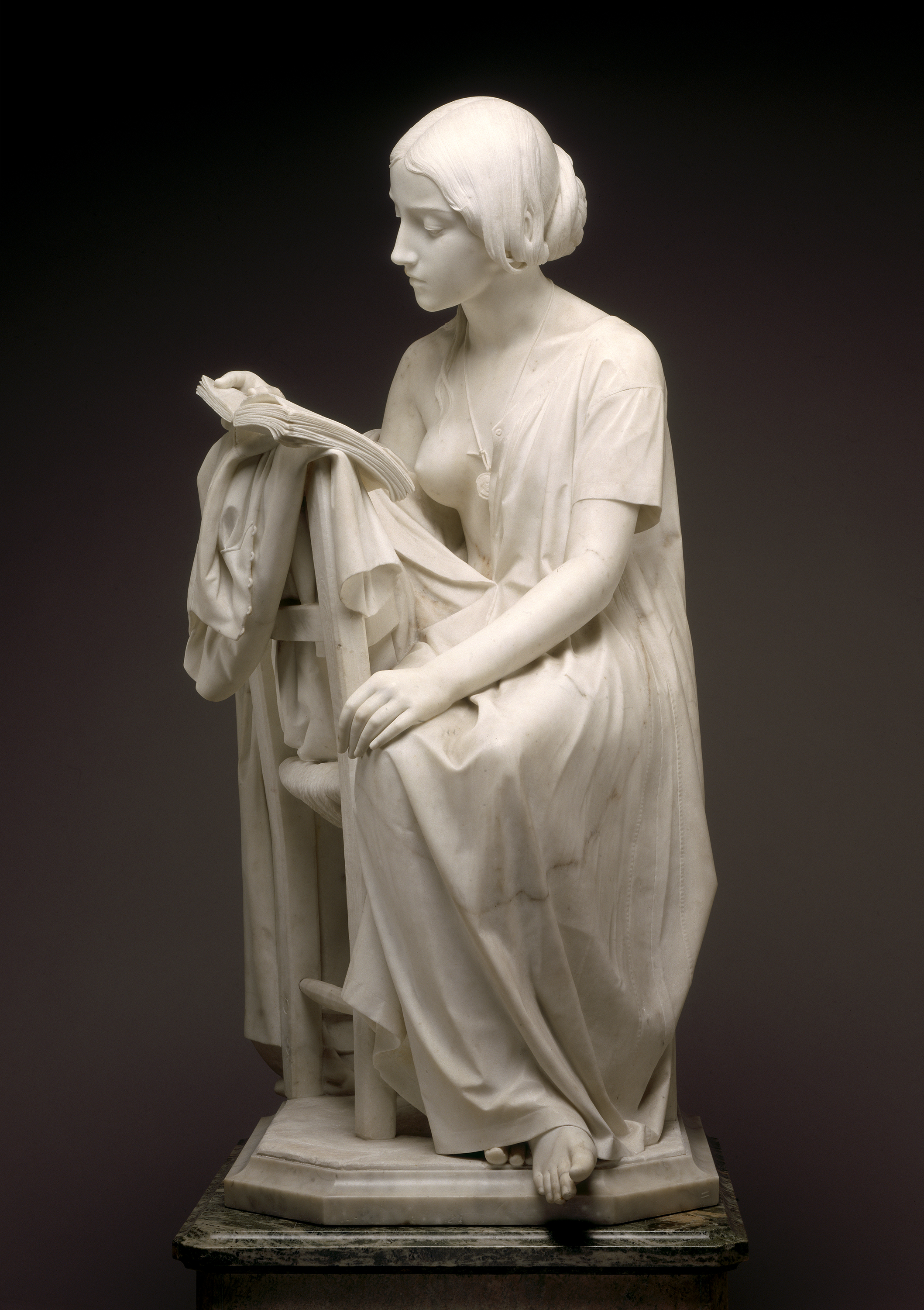
Pietro Magni: La lettrice

Pietro Magni studiò inizialmente per breve tempo presso l'Accademia di Belle Arti di Brera a Milano e quindi entrò nel laboratorio dello scultore Abbondio Sangiorgio. Dal 1837 esercitò una grande influenza sulle opere dello scultore Lorenzo Bartolini. Nel 1849 si unì, durante un periodo di studi a Roma, alle iniziative di Giuseppe Garibaldi.
Nel 1850, con la statua Davide con la fionda vinse il premio dell'Accademia di Brera; egli venne anche invitato all'Esposizione universale di Parigi del 1855. La fusione della rappresentazione dei tempi andati della pittura di genere con il pathos romantico fece della sua scultura La giovane lettrice un'opera di grande successo, della quale fece numerose copie. Tra il 1855 ed il 1867 scolpì alcune statue per il Duomo di Milano. Nel 1860 gli venne assegnata una cattedra di scultura all'Accademia di Brera.
Ricevette numerosi incarichi da autorità pubbliche, ad esempio le sculture per la Galleria Vittorio Emanuele II e il monumento a Leonardo da Vinci in piazza della Scala, entrambe in Milano, e le sculture allegoriche per la celebrazione dell'apertura del canale di Suez nel 1863.
Uno dei suoi allievi fu lo scultore Enrico Butti.
Magni morì sessantenne a Milano il 10 gennaio 1877. Nel portico superiore del Palazzo di Brera si trova un commemorativo busto bronzeo dello scultore, professore dell'Accademia. È sepolto al Cimitero Monumentale di Milano.

## Opere principali
Al Museo Revoltella:

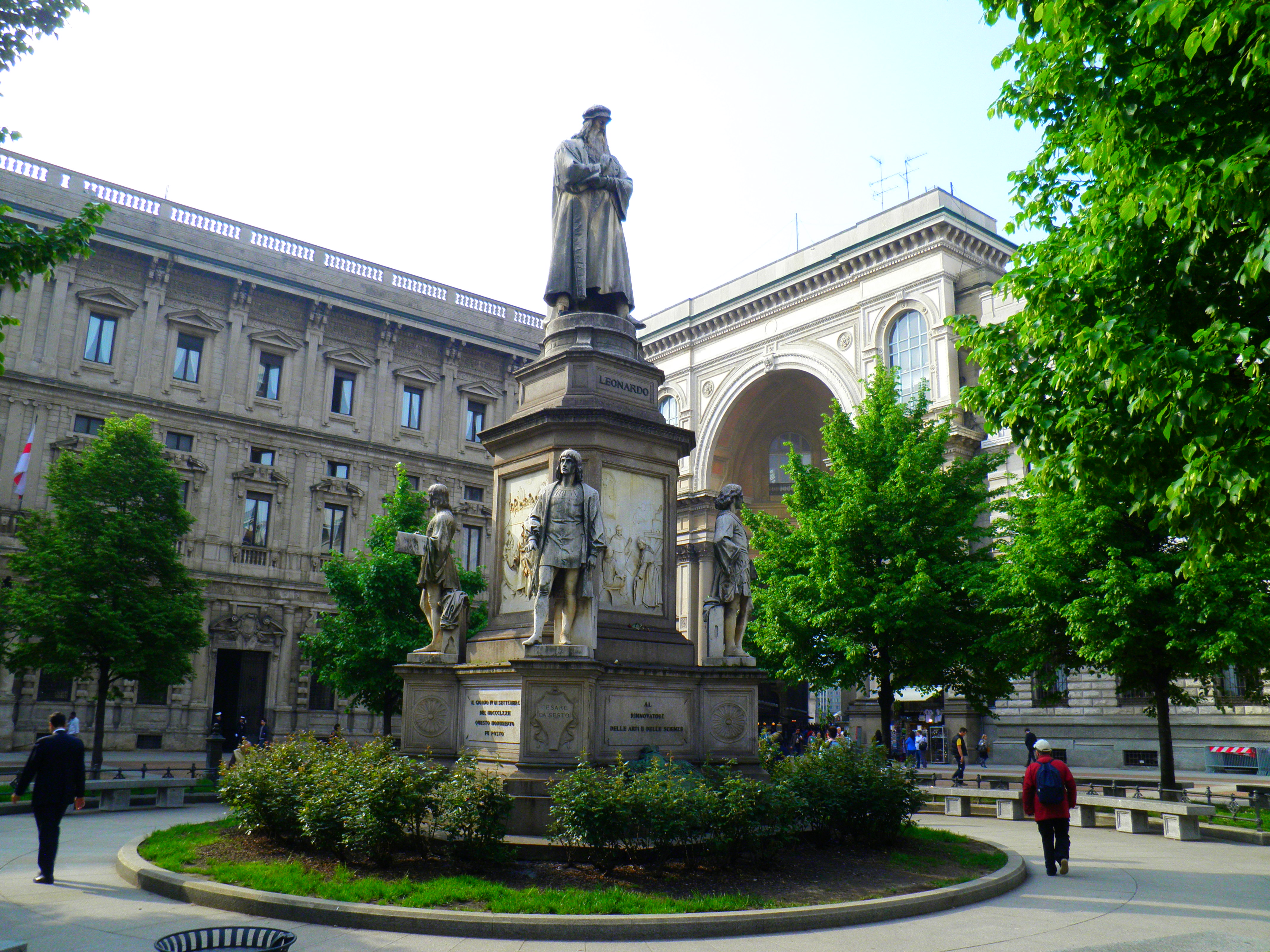
Pietro Magni: Monumento a Leonardo da Vinci in Piazza della Scala a Milano

- Angelica allo scoglio, 1852 ca., marmo
- La ninfa Aurisina, allegoria per la costruzione di un acquedotto a Trieste, 1858, marmo
- La Commedia, 1858, marmo
- Il Canto, 1858, marmo
- L'Armonia, 1858, marmo
- La Danza, 1858, marmo
- Pasquale Revoltella, 1859, marmo
- Pasquale Revoltella, gesso
- Taglio dell'istmo di Suez, per l'apertura del Canale di Suez, 1863
- Il tenore Negrini, 1864 ca, marmo[2]

Altre opere:
- Angelica legata allo scoglio, 1852 (si contano quattro copie: una a Lisbona, al Palácio Nacional da Ajuda (1864), una a Dublino al Farmleigh Museum, una a Bergamo in collezione privata e un bozzetto al Museo Revoltella)
- Davide con fionda, 1850, Milano, Villa Belgiojoso Bonaparte/Museo dell'Ottocento
- Socrate, 1853, Milano, Villa Belgiojoso Bonaparte/Museo dell'Ottocento
- La lettrice, 1856, Milano, Villa Belgiojoso Bonaparte/Museo dell'Ottocento; National Gallery of Art, Washington D. C.
- Monumento a Leonardo da Vinci, 1859-1872, Milano, Piazza della Scala
- San Giovanni della Croce, 1860, Duomo di Milano
- Monumento a Enrico Mylius e Antonio Kramer, 1860, Milano, Società d'incoraggiamento d'arti e mestieri
- San Giustino, 1863, Duomo di Milano
- Sant'Eligio e l'orefice, 1867, Duomo di Milano
- Statua di Saffo
- Statua di Shakespeare, Londra
- Abele morente
- Statua di Cavour e altre, Milano, Galleria Vittorio Emanuele II
- Statue di Aristide e del compositore Gioachino Rossini, Teatro alla Scala
- Famiglia del caporale, Museo di Troyes.